# 那岐山断層帯
那岐山断層帯（なぎせんだんそうたい）は、山崎断層帯の活断層帯で岡山県苫田郡鏡野町から勝田郡奈義町に至る声ヶ乢断層、那岐山断層、那岐池断層からなる長さ32kmの断層帯（活断層帯）である。ほぼ東西方向に延びており断層帯の北側が南側に対して相対的に隆起している。

## 概要
那岐山断層帯の平均的な上下方向のずれの速度は、約0.06-0.09m/千年であった可能性があるが、最新活動期の正確な年代は不明である。また現在の研究成果による直接的なデータはないが、経験則から求めた1回のずれの量と平均的なずれの速度に基づくと、平均活動間隔は、2万4千-5万3千年程度であった可能性がある。

## 将来の活動
那岐山断層帯では、マグニチュード7.3程度の地震が発生する可能性があり、そのとき断層帯の北側が南側に対して2-3m程度高まる段差が生じる可能性がある。最新活動時期が判明していないので最新活動後の経過率は不明である。この断層が今後30年の間に地震が発生する確率は我が国ではやや高いグループに属する。